# 南湖 (大字)
南湖，是臺灣苗栗縣大湖鄉的一個傳統地域名稱，位於該鄉西南部。相較於今日行政區，其範圍大致包括南湖村、義和村、栗林村、新開村。
本地區北部屬於後龍溪二級支流南湖溪流域範圍，南部屬於大安溪支流景山溪流域範圍。其中景山溪主流流經本地區南部邊界線，其上建有鯉魚潭水庫。

## 歷史
台灣清治末期至日治初期，南湖地區為一街庄，稱為「南湖庄」，隸屬於苗栗一堡。該庄東北與大湖庄為鄰，東南與蕃地為鄰，西南邊為卓蘭庄，西北邊為鯉魚潭庄、魚藤坪庄、雙連潭庄、新鷄隆庄。
1901年（日治明治三十四年）11月，全台設置二十廳，該庄隸屬於苗栗廳。1909年（明治四十二年）10月，合併二十廳為十二廳，該庄改隸屬於新竹廳。1920年（大正九年），廢十二廳改設五州二廳，該庄改制為「南湖」大字，隸屬於新竹州大湖郡大湖庄。
戰後大湖庄改制為大湖鄉，隸屬於新竹縣，大字亦改制為村。1950年桃、竹、苗分治，大湖鄉改隸屬於苗栗縣。

## 聚落
本地區發展較早的聚落有十份崠、南湖、淋漓坪、九芎坪、吊梁（下吊樑）、新百二份、壢底藔、四份、羗蔴園、內雙坑（北）、外雙坑（北）、八份、石門、內雙坑（南）、外雙坑（南）、關刀山、校栗林、新開、網形、三十二份、酸柑湖、蕉仔坪、十份等，在日治期初期的官方地圖上已有記載。此外，本地區尚有石屋、小邦坑、上林、武樂、和興、上吊樑、竹桐坑、細雞岑、白石下、雙坑、中心口、三角草等聚落。

## 交通
省道台3線俗稱「內山公路」，是臺北至屏東的幹道，大致以北北西—南南東走向轉東北—西南走向蜿蜒經過南湖地區。由該道路向北北西轉北北東可前往大湖市區、汶水、獅潭、三灣、南庄西北部、頭份東部、峨眉等地，向西南可前往卓蘭、東勢、石岡、豐原等地。
縣道130號是苑裡至大湖八份的道路，也是本地區中部往西北方的聯外道路，其東側端點位於八份的省道台3線路口。由此向北蜿蜒而行，經羗麻園出境後可前往雙連潭、三義市區、芎蕉坑、大埔、舊社、田寮、貓盂、苑裡市區並止於台鐵苗栗車站前鄉道苗40線路口。
鄉道苗52-3線是鯉魚潭村至大湖新開村的道路，也是本地區南部往西方的聯外道路，其東側端點位於雙坑的省道台3線路口。由此向西沿鯉魚潭水庫北側蜿蜒而行，經網形、十份轉西南出境後，可前往鯉魚潭的三櫃並止於鄉道苗52線路口。
鄉道苗54線（景山道路）是石門至景山的道路，也是本地區中南部往東方的聯外道路，其西側端點位於石門省道台3線路口。由此向東南出境後轉東可前往坑尾、景山北側並止於鄉道苗55線路口。
鄉道苗55線是南湖至新厝的道路，也是本地區北部往南方的聯外道路，其北側端點位於南湖國小對面省道台3線路口。由此向南經淋漓坪出境後，可前往武榮、大稻埕、景山、大坪林（坪林）、卓蘭市區並止於省道台3線另一路口。
鄉道苗55-2線是栗林村至武榮村的道路，也是本地區中北部往東方的聯外道路，其西側端點位於四份的重光橋西南側省道台3線路口。由此向南南東出境後至水流東北側轉東北可前往武榮的東志橋東側鄉道苗55線路口。
鄉道苗56線（復興農路、義潮道路）是深水至姜麻園的道路，也是本地區中部往西方的聯外道路，其東側端點位於姜麻園與八份之間的縣道130號路口。由此向西蜿蜒而行，經白石下、三角草於關刀山南側稜線出境後，可前往大草排、深水西南側並止於鄉道苗49線路口。
鄉道苗60線是新庄至竹篙屋的道路，也是本地區北鄰大湖地區南部往西的聯外道路，大致以西南西—東北東走向蜿蜒經過本地區北部凸出部分。由該道路向西南西轉西可前往新鷄隆地區的九份、九份口並止於新庄橋北側的縣道119號路口，向東北東可前往竹篙屋南側的省道台3線路口。

## 學校
- 南湖國中
- 南湖國小
- 武榮國小
- 栗林國小
- 新開國小

## 水利設施
- 鯉魚潭水庫

## 廟宇
- 新開福德祠（土地公廟）